# Eric Boyd Costin
Eric Boyd Costin, britanski general, * 1889, † 1971.